# Благодатни огањ
Благодатни огањ (грч. Ἄγιον Φῶς) представља пламен који се по тврдњи верника чудесно појављује на Светом Гробу У Јерусалиму на богослужењу Велике суботе, уочи православног Васкрса. Појава благодатног огња по веровању већине верника представља видљиву пројаву Духа Светога и потврду васкрсења Исуса Христа.
Празнично богослужење Велике Суботе и призив благодатног огња заједно служе Православна црква у Јерусалиму, Српска православна црква и Јерменска апостолска црква. Богослужењу присуствују и свештеници Коптске и Сиријске оријентално-православне цркве, као и представници фрањевачког реда Римокатоличке цркве.
Богослужење Велике суботе у храму Светог Гроба (црква Васкрсења Христовог) литургијски подсећа на догађаје Христовог страдања, погреба и сахране. Уједно представља и увод у његово Васкрсење.

## Обред
Благодатни огањ се „призива“ након што се претходно провери да у храму не постоје било каква запаљива средства. Након тога, следи „призив“ Духа Светога и јерусалимски патријарх први прима огањ на своју свећу и предаје га осталима. Верници тврде да огањ при додиру не ствара опекотине, нити осећај топлоте.

## Историја
По предању јерусалимске цркве, било је два покушаја од стране других цркава да „призову“ Благодатни огањ. Први је био од стране римокатоличке цркве, у време крсташке владавине, када су католици на силу одузели од православних светковину Светог огња. Међутим, како им се Огањ није јављао након неколико сати молитве, вратили су „призив“ Благодатног огња православном патријарху. Од тада се Свети огањ опет почео „јављати“.
Други покушај се догодио у 16. веку од стране Јерменске цркве. Јермени су на Велику Суботу, на дан светковине Светог Огња, потплатили турске чиновнике да не дозволе улазак јерусалимском патријарху у Цркву Светог Гроба (Храм Васкрсења Христовог). Према предању Јерусалимске цркве, пошто није пуштен унутра, патријарх Софроније се почео молити напољу и после извесног времена Благодатни огањ се неочекивано „спустио“ кроз стуб улазних врата храма, при томе се стуб распукао а огањ је запалио свежањ свећа које је патријарх Софроније држао у рукама. Од тада више није било покушаја да се од православних преотме призив Благодатног огња. За призив Светог Огња постоје претходне припреме које се морају обавити.

## Могуће објашњење
Године 2005. у демонстрацији уживо на грчкој телевизији, Михаил Калопоулос, писац и историчар религије, је умочио три свеће у бели фосфор. Свеће су се спонтано запалиле после 20 минута, због особине самозапаљивања белог фосфора у контакту са ваздухом. Бели фосфор такође светли беличасто-плавим пламеном.

## Критика аутентичности
Професор Петроградске духовне академије Н.Д. Успенски (1900-1987) је био следбеник одбацивања истинитости чуда силаска Благодатног Огња и томе је посветио посебно дело „Ка историји обреда светог Огња, који се врши на Велику Суботу у Јерусалиму“, које је он изговорио у виду говора, 9. октобра 1949. године на Петроградској духовној академији. Идентичан став је имао и владика чигирински Порфирије Успенски (1804-1885). Владика Порфирије, још као архимандрит, посећивао је Палестину и у својим дневничким записима оставио две белешке, које разобличавају чудо силаска Благодатног Огња. Неки јерођакон Григорије је тајно ушао у капелу Гроба у време када, по општем веровању, силази Благодатни огањ и са ужасом је видео да се огањ пали просто из кандила, која се никада не гаси, и на тај начин Благодатни огањ није чудо.
Митрополит Дионисије је овако причао: „Те године, када се знаменити господар Сирије и Палестине, Ибрахим, египатски паша, налазио у Јерусалиму, показало се да је огањ, који се добија са Гроба Господњег на Велику суботу, огањ неблагодатни, и да се пали као и сваки други огањ. Тај паша је намислио да се увери да ли се заиста изненада и чудесно јавља огањ на плочи Гроба Христовог или се пали сумпорном шибицом. Шта је урадио? Објавио је патријарховим намесницима да му је угодно да седи и самој кувуклији у време добијања Огња и да јасно гледа како се он јавља, и додао је да ће он, ако је то истина, дати 5000 пунга (2 500 000 пијастра), а да ће у случају лажи они њему дати сав новац, који су сакупили од преварених ходочасника, и да ће он објавити у свим новинама Европе о мрској превари. Намесници – петроарабијски Мисаил и Назаретски митрополит Данило, и Филаделфијски епископ Дионисије (садашњи Витлејемски) – састали су се да се посаветују шта да раде. У минутама саветовања, Мисаил је признао да он у кувуклији пали огањ са кандила, која је сакривена иза покретне мраморне иконе Христовог Васкрсења, која је у самом Гробу Господњем. Након тог признања било је одлучено да се смирено моли Ибрахим, да се не меша у религиозна дела, и послан му је тумач Светогробске обитељи, који му је предочио да за његову светлост нема никакве користи да открива тајне хришћанског богослужења и да ће руски цар Николај бити веома незадовољан откривањем ових тајни. Ибрахим паша је, саслушавши ово, одмахнуо руком и заћутао. Али од тада светогробско духовништво више не верује у чудесно јављање Огња. Испричавши све ово, митрополит је додао да се само од Бога очекује престанак (наше) благочестиве лажи. Како он зна и може, тако ће и успокојити народе, који верују сада у Огњено чудо Велике суботе. А ми не можемо ни да започнемо тај преврат у умовима, нас растржу већ у самој капели Светог Гроба.“